# Георги Йорданов (футболист, р. 1947)
Георги Йорданов, наричан по прякор Ярето, е български футболист, централен нападател. Клубна легенда на Миньор (Перник). Рекордьор на клуба по мачове и голове в първенството. Играе общо 15 сезона за клуба, в които записва 424 шампионатни мача и 152 гола. Прекарва един сезон и като футболист на Академик (София).

## Биография
Родом от Перник, Йорданов е възпитаник на детско-юношеската школа на Миньор. Дебютира за първия отбор на 18 октомври 1964 г. в домакински мач от Южната Б група срещу Орлин (Пирдоп). В два последователни сезона става голмайстор на втория ешелон – през 1964/65 с 18 гола и през 1965/66 с 19 гола. Любопитното е, че и в двата случая разделя голмайсторския приз с нападателя на Металург (Перник) Борис Сергиев.
През 1969 г. преминава в Академик (София), като през сезон 1969/70 изиграва 23 мача за „студентите“ в А група и отбелязва 7 попадения. След края на кампанията се завръща в Миньор.
Йорданов играе за „чуковете“ до 1980 г., когато слага край на кариерата си на 33-годишна възраст. Общо за клуба записва 243 мача с 69 гола в елита и 181 мача с 83 гола във втория ешелон. През пролетта на 1976 г. става първият пернишки футболист, който отбелязва 4 попадения в един мач от А група. Вкарва всичките голове за 17 минути при победа с 4:1 срещу Славия (София). Мощен нападател с добър отскок и отлична игра с глава.